# الكلاعي
أبو علي الحسن بن عبد الأعلى الكلاعي السَّفَاقُسي. أخذ ببلده سفاقس، ودخل المغرب والأندلس، ودرس في بلاد المصامدة واستوطن سبتة أخيرًا، وكان فقيهًا أصوليٍّا متكلمًا عارفًا بعلم الهندسة والحساب والفرائض، توفي بأغمات في المحرم سنة 505 هـ، كذا في تكملة الصلة لابن الأبار.